# Кастелу (комуна)
Кастелу (рум. Castelu) — комуна у повіті Констанца в Румунії. До складу комуни входять такі села (дані про населення за 2002 рік):
- Кастелу (2833 особи) — адміністративний центр комуни
- Нісіпарі (1862 особи)

Комуна розташована на відстані 179 км на схід від Бухареста, 25 км на захід від Констанци, 131 км на південь від Галаца.

## Населення
За даними перепису населення 2002 року у комуні проживали 7892 особи.
Національний склад населення комуни:
| Національність   | Кількість осіб | Відсоток |
| ---------------- | -------------- | -------- |
| румуни           | 7000           | 88,7%    |
| турки            | 626            | 7,9%     |
| татари           | 216            | 2,7%     |
| цигани           | 47             | 0,6%     |
| німці            | 1              | < 0,1%   |
| росіяни-липовани | 1              | < 0,1%   |
| словаки          | 1              | < 0,1%   |

Рідною мовою назвали:
| Мова       | Кількість осіб | Відсоток |
| ---------- | -------------- | -------- |
| румунська  | 7011           | 88,8%    |
| турецька   | 613            | 7,8%     |
| татарська  | 210            | 2,7%     |
| циганська  | 53             | 0,7%     |
| українська | 2              | < 0,1%   |
| німецька   | 2              | < 0,1%   |
| російська  | 1              | < 0,1%   |

Склад населення комуни за віросповіданням:
| Релігія                             | Кількість осіб | Відсоток |
| ----------------------------------- | -------------- | -------- |
| православні                         | 6705           | 85,0%    |
| мусульмани                          | 840            | 10,6%    |
| п'ятдесятники                       | 308            | 3,9%     |
| римо-католики                       | 19             | 0,2%     |
| бретрени                            | 7              | 0,1%     |
| лютерани                            | 2              | < 0,1%   |
| лютерани (Аугсбурзького сповідання) | 1              | < 0,1%   |
| не релігійні                        | 1              | < 0,1%   |